# Kalak (film)
Kalak är en dansk dramafilm från 2023. Filmen är regisserad av Isabella Eklöf, som även skrivit manus tillsammans med Kim Leine och Sissel Dalsgaard Thomsen, vilket i sin tur är baserat på Leines biografiska roman.
Under 2023 visades filmen på Filmfestivalen i San Sebastián och Filmfestivalen i Torino. Den hade premiär i Danmark den 7 mars 2024 och i Sverige den 12 april samma år.

## Handling
Filmen utspelar sig på Grönland och kretsar kring familjefadern och sjuksköterskan Jan som försöker fly från sig själv efter att ha blivit utsatt för sexuella övergrepp av sin far när han var tonåring. Han längtar efter att bli en del av den kollektivistiska kulturen.

## Rollista (i urval)
- Emil Johnsen – Jan
- Asta Kamma August
- Maka Abelsen
- Leif Bosold
- Soren Hellerup